# 格魯塔斯公園

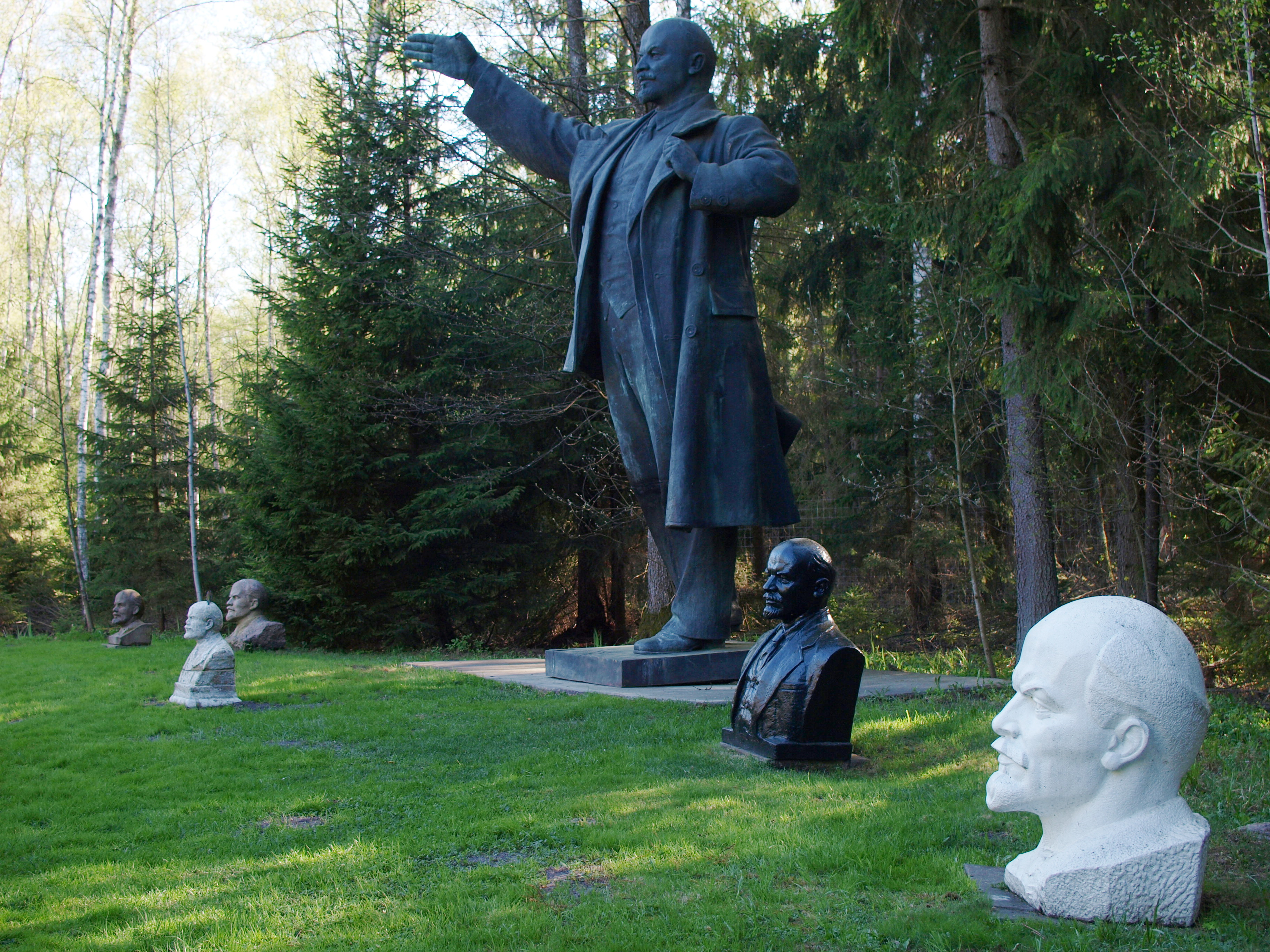
公园内的列宁雕像

格魯塔斯公園是一個雕塑公園，公園內放置蘇聯時代的雕像，並展示了立陶宛蘇維埃社會主義共和國的其他蘇聯遺跡。該公園由蘑菇大亨威里烏瑪斯·馬林諾斯卡斯於2001年創立，位於立陶宛維爾紐斯西南約130公里處的德魯斯基寧凱附近。

## 历史
立陶宛于1990年独立后拆毁了境内大多数苏联时期的雕像。馬林諾斯卡斯向立陶宛政府申请取得这些雕像的所有权，以便通过私人资金建设一个博物馆。该苏联主题公园位于祖基亞國家公園的湿地，再现了许多古拉格中的事物，如木制道路、监视塔、铁丝网。
2001年，馬林諾斯卡斯因创立该公园而获得搞笑诺贝尔奖和平奖。